# Binaural
Cabeça de manequim usada 
na gravação binaural. Na 
imagem, apenas um 
microfone é visível.
Binaural - literalmente significa "possuindo ou sendo relacionado às duas orelhas". 
A audição binaural, juntamente com a filtragem de frequências, permite aos animais determinar a direção da origem dos sons . É uma técnica de gravação e reprodução sonora bastante interessante, pois, com apenas dois microfones, é possível criar o efeito de som ambiente. Para a gravação são colocados dois microfones acoplados à cabeça de um manequim ("dummy head"). Os microfones devem ser colocados na posição das orelhas. 
Um detalhe importante é que o efeito não é perceptível quando reproduzido em alto-falantes. Para percebê-lo claramente, é necessário ouvi-lo por meio de fones de ouvido. As gravações binaurais são feitas especificamente para serem ouvidas através de fones de ouvido. Isso porque, ao ouvir o som pelas caixas de som, a orelha esquerda e direita podem ouvir o som proveniente de ambos os alto-falantes. Diferentemente, ao ouvir o som por meio de fones de ouvido, o som do fone esquerdo é audível apenas para o ouvido esquerdo, enquanto o som do fone direito é audível apenas para o ouvido direito. Assim, uma vez que em uma mídia binaural a fonte de som é gravada por dois microfones separados que são colocados a uma distância comparável a de duas orelhas e não são misturados, a percepção do áudio se torna completamente diferente do usual. Em síntese, ouvir um áudio binaural por meio de fones de ouvido simula a audição real pela qual as pessoas ouvem sons ao vivo. Dessa forma, o ouvinte tem a impressão de estar próximo ao vocalista e consegue também ter uma noção da fonte sonora; se o vocalista se distancia, o som parece estar mais longe, se ele se aproxima, o som parece estar mais perto. Se ele se aproxima mais do lado direito (do gravador), o áudio pode ser melhor percebido pelo ouvido direito, enquanto o som lado oposto se distância - e vice-versa com o lado esquerdo.
A banda Pink Floyd tem um álbum gravado com essa técnica, The Final Cut, bem como a banda Pearl Jam, que gravou um álbum utilizando esta técnica e o batizou com o próprio nome da técnica, Binaural.
O podcast França e o Labirinto, produzido por Alexandre Ottoni e Deive Pazos e com o protagonista Nelson França dublado por Selton Mello, tem como grande destaque técnico o uso do áudio binaural, que visa uma maior imersão dos ouvintes no audiodrama, segundo seus produtores, transpondo as angústias e desafios enfrentados pelo protagonista aos ouvintes.

## Arquivos de áudio
Arquivos de áudio com exemplos do efeito binaural:
| Som ambiente: | Música: |